# Joe Freeman
Joe Freeman, född 2006 i London, är en brittisk skådespelare.
Joe Freeman medverkade som huvudperson i Paul Wellers musikvideo till låten Rise Up Singing. I thrillerserien The Institute spelade han underbarnet Luke Ellis, en av huvudpersonerna.
Joe Freeman är son till skådespelarna Martin Freeman och Amanda Abbington.

## Filmografi (i urval)
- 2024 – Paul Weller: Rise Up Singing (TV-serie) musikvideo
- 2025 – The Institute (TV-serie)